# Bariolage
Il termine bariolage (che in francese significa screziatura) indica un insieme di effetti ottenuti sugli strumenti ad arco alternando in vario modo corde vuote e corde premute. Il termine risale al XIX secolo, e viene usato da Pierre Baillot ne L'art du violon (1834) in riferimento alle diteggiature indicate dal compositore nel trio del quartetto op. 64 n. 4 di Franz Joseph Haydn. Il termine solitamente indica l'alternanza di una stessa nota su due corde, una premuta e una vuota, creando così un effetto di contrasto, sia con singole arcate sia in legature più lunghe.

## Esempi
Un celebre esempio di uso del bariolage è nel preludio della partita per violino n. 3 in mi maggiore BWV 1006, dove le corde coinvolte sono tre. L'effetto è stato usato anche da Haydn nel minuetto della Sinfonia n. 28, nel finale della sinfonia degli addii e del quartetto op. 50 n. 6, che deve a tale effetto il soprannome "la rana".
Nel seguente esempio, tratto dal secondo movimento della sonata per violino in fa maggiore di Händel, il bariolage si ottiene nella seconda battuta con le diteggiature [2040 1040 2040 1040], alternando il la tra seconda e terza corda: